# Мухоловка жовтоспинна
Мухоло́вка жовтоспинна (Ficedula narcissina) — вид горобцеподібних птахів родини мухоловкових (Muscicapidae). Мешкає в Азії. Ficedula elisae і Ficedula owstoni раніше вважалися підвидами жовтоспинної мухоловки.

## Опис
Довжина птаха становить 13 см, вага 11-12 г. У самців верхня частина тіла чорна, горло яскраво-оранжеве, решта нижньої частини тіла дещо блідіша. Над очима оранжево-жовті "брови", крила чорні з білими плямами, надхвістя оранжево-жовте, хвіст чорний. Самиці мають переважно коричневе забарвлення, верхня частина тіла у них має оливковий відтінок, нижня частина тіла білувата. Навколо очей у них світлі кільця. Очі і дзьоб чорні, лапи сизі.

## Поширення і екологія
Жовтоспинні мухоловки гніздяться на Далекому Сході Росії (Приморський і Хабаровський край), на Сахаліні і південних Курильських островах та в Японії. Взимку вони мігрують на Філіппіни і північний Калімантан (Сабах). Жовтоспинні мухоловки живуть в широколистяних лісах, на висоті до 1800 м над рівнем моря. Живляться комахами, яких ловляться в польоті або збирають з листя, восени іноді доповнюють свій раціон ягодами і насінням. Сезон розмноження триває з середини квітня до початку липгя. Гніздо чашоподібне, робиться з сухого листя, моху і рослинних волокон, розміщується в дуплі, на сухому дереві або у шпаківні, на висоті 7,3 м над землею. В кладці від 2 до 4 яєць.